# Карл Раев
Карл (Карло) Раев e католически духовник, писател, учител, с дълбока култура и със силно развито националистическо чувство.

## Биография
Карл Дженов Раев е роден в Белене, Свищовско, на 4 март 1881 г. Още като ученик започва да работи като помощник-библиотекар в читалище „Цар Симеон“ в Белене. През ноември 1895 г. отива в Одрин, където продължава образованието си в нисшата семинария (прогимназия) на отците успенци.
През септември 1900 г. продължава образованието си в Цариград, в азиатското предградие Кадъкьой, във висшата семинария на същия орден. Там изучава философия, богословие: догматично и нравствено, църковно право, християнска апология и висша църковна история. Един от преподавателите му е професор Пиер-Луи Пети - бележит византолог, откривател на ръкописа на Бачковския манастир в библиотеката на гръцката патриаршия; и притежател на един екземпляр на Абагар; по-късно архиепископ в Атина, в Гърция.
През декември 1903 г. е назначен за преподавател по български в училището при катедралата в Русе. През март 1905 г. е ръкоположен за свещник от епископ Анри Дулсе. През 1906 г. е назначен за помощник енорист в енорията Св. Богородица в Белене. През 1904 г. се опитва да отпечата в Австрия епархийски молитвеник, но това не е одобрено от епископа.
След като става енорийски свещеник в Белене, той открива вечерно училище и католическо читалище „Епископ Ф. Станиславов“, което след Първата световна война е преобразувано в народно читалище. Отец Карл започва да издава католически календарчета и други дребни книжници, с духовно съдържание.
През 1918 г. с една дълга преписка с Министерството на външните работи отец Раев успява да разпали една стара полувековната борба на българите-католици в Свищовско - борбата за родно духовенство, за местен мирски клир, местен епископ и мести свещеници. Зад отец Раев застават „национални дейци“ - те се борят за български свещеници, а зад епископа - „доминисти“. След дълги и мъчителни усилия, с помощта на правителството, той и неговите привърженици успяват да доведат от Софийско-Пловдивския викариат в Северна България петима свещеника-българи.
След разгрома на България при Добро поле, епископ Дамян Теeлен, чрез съглашенските сили в България, успява да отстрани отец Раев от Белене. Отец Раев става преподавател по френски език в Търговската гимназия в Свищов, където учителства около пет години. Своите преживявания за това време, той споделя в отпечатаната брошура „Белене в минало“.
През април 1925 г. в България пристига папският делегат Ронкали, който се опитва да помири отец Раев и епископ Теелен и върне отец Раев на работа като свещеник. През май 1927 г. отец Раев е назначен за свещеник в Царев брод, където работи до 1931 г. През 1931 г. е преместен в енорията във Велико Търново и там работи в изолация до 1952 г.
За тези времена в своята автобиография отец Раев пише: От 1927 г. до 1947 г. издръжката ми бе произволно прекратявана от владиката Теелен три-четири пъти, по три-четири месеца. Приемникът му Босилков, преди още да встъпи в длъжност, докато беше натоварен временно да управлява мисията; като се научи, какво е месечната ми издръжка, ми писа, че е смешна. В края на 1952 г., по липса на издръжка се прибрах по неволя в Белене, на заточение и на заколение. И нищо чудно и нищо странно! „Роден в бедност: в бедност живях и в бедност ще умра”.
Отец Карл Раев умира на 26 февруари 1967 г. в град Белене.